# UHA
Az Uharc  egy magas hatékonyságú tömörítési eljárás multimédiás támogatással. A programot Uwe Herklotz fejleszti, bináris formában elérhető, nem üzleti célra szabadon felhasználható.  Memória igénye a tömörítési eljárástól függ (pl. -mz kevesebb, mint  -mx). A WinRAR és UHarc közül az UHarc kisebb fájlméretet eredményez, de a kicsomagolási ideje jelentősen megnő.
A legfrissebb béta a 0.6b (2005. Okt. 1.), de a 0.6a teljesen felváltotta a 0.4-et és a korábbiakat, visszafelé nem kompatibilisek. A megkötések közé tartozik, hogy a kicsomagolt fájlméret kisebb, mint 2GB, bár akad jelentés 6GB-ról is.

## GUI
Mivel sokaknak kényelmetlen a parancssoros felület, több grafikus felület is létezik az Uharc használatához.

## Külső hivatkozások
- A projekt honlapja Archiválva 2015. október 21-i dátummal a Wayback Machine-ben
- UHARC forum (very little support by now) This is Malware (that says Avast!)

FileCompress, a UHarc GUI for Microsoft Windows 
WinUHa, another Windows GUI for the application 
UHARC/GUI by Brhack 3.06 Mirror 1 
UHARC CMD by Sam Gleske (Student at Drexel Univ) 
MaximumCompression.com, a site providing test results from compression of various file types using different compression tools